# Kanton Dijon-3
Kanton Dijon-3 (francouzsky Canton de Dijon-3) je francouzský kanton v departementu Côte-d'Or v regionu Burgundsko. Tvoří ho pouze část města Dijon.